# Fertőboz vasútállomás
Fertőboz vasútállomás egy Győr-Moson-Sopron vármegyei vasútállomás, Fertőboz településen, a GYSEV üzemeltetésében. A község déli határszéle közelében helyezkedik el, a központjától mintegy 2,5 kilométerre délre; a faluból és Nagycenk felől is öt számjegyű mellékutakon érhető el.

## Vasútvonalak
Az állomást az alábbi vasútvonalak érintik:
- Győr–Sopron-vasútvonal
- Nagycenki Széchenyi Múzeumvasút

Az állomás mellett indul a Nagycenki Széchenyi Múzeumvasút vonala is.

## Kapcsolódó állomások
A vasútállomáshoz az alábbi állomások vannak a legközelebb:
- Pinnye vasútállomás (Győr vasútállomás, Győr–Sopron-vasútvonal)
- Sopron vasútállomás (Győr vasútállomás, Győr–Sopron-vasútvonal)

## Forgalom
| Járat        | Útvonal | Gyakoriság |
| ------------ | --- | ---------- |
| személyvonat | Győr – Ikrény – Rábapatona – Enese – Kóny – Csorna – Farád – Rábatamási – Szárföld – Veszkény – Kapuvár – Vitnyéd-Csermajor – Petőháza – Fertőszentmiklós (– Pinnye – Fertőboz) – Sopron | Napi 8 pár |